# Ашер, Иосиф
Иосиф Ашер (нидерл. Joseph Ascher; 1829—1869) — композитор и пианист еврейского происхождения, большую часть своей жизни активно работавший в Лондоне и Париже.

## Биография
Родился в Голландии в семье хаззана, а позже кантора Лондона Симона Ашера. Учился музыке y И. Мошелеса, за которым последовал из Лондона в Лейпцигскую консерваторию, a затем, не окончив консерваторию, стал учеником Мендельсона.
В 1849 отправился в Париж, где через несколько лет получил звание придворного пианиста французской императрицы Евгении. Такого же отличия И. Ашер удостоился от австрийского императора и экс-королевы Изабеллы.
В 1865 году И. Ашер вернулся в Лондон.
Последние два с половиной года композитор страдал неизлечимой нервной болезнью, явившейся следствием неправильного образа жизни и чрезмерных музыкальных занятий.

## Творчество
Автор около 2000 музыкальных произведений для фортепиано.
Множество написанных им небольших пьес ясно доказывает оригинальность его таланта.
Наиболее известны следующие его произведения: две мазурки — «La perle du nord» и «Dosia», и этюд — «Les gouttes d’eau». Кроме того, он написал более ста галопов, ноктюрнов, мазурок, этюдов и значительное число салонных пьес. Его романсы «Alice» и «Where art thou?» — очень популярные концертные пьесы.

### Избранные музыкальные сочинения
- Les Hirondelles op. 15, 1852
- Thème russe op. 16, c. 1852
- L’Orgie op. 21, 1854
- Le Papillon op. 32, 1854
- Styrienne op. 35, 1854
- Fanfare militaire en forme de marche op. 40, 1854
- Prière op. 42, 1855
- Dans ma barque op. 47, 1856
- Les Clochettes op. 48, 1856
- La Sevillana op. 51, 1856
- La Sylphide op. 57, 1857
- Feuilles et fleurs op. 59, 1857
- La Zingara op. 73, 1858
- La Cascade de roses op. 80, 1858
- Mon Enfant dort. Berceuse op. 88, 1860
- Le Phalène op. 93, 1860
- La Ronde des elfes op. 104, 1862
- La Cloche du couvent op. 106, 1861
- I Lazzaroni op. 112, 1863
- Paraphrase de concert sur l’air irlandais 'The Last Rose of Summer' op. 114, 1863
- Les Sylphes des bois op. 119, 1865
- Vision op. 120, 1865

## Романсы
- Alice, where art thou? (Wellington Guernsey), 1861
- I’ll think of thee (Wellington Guernsey), 1862
- Thoughts of Home. An Alpine Song (Wellington Guernsey), 1864
- A Twilight Dream (George Linley), 1866
- Bygone Love (George Linley), 1866
- Mélanie (Maggioni), 1870